# Maria Orsola Bussone
Maria Orsola Bussone (ur. 2 października 1954 w Vallo Torinese; zm. 10 lipca 1970 w Treporti) – włoska Czcigodna Służebnica Boża Kościoła katolickiego.

## Życiorys
Jej ojciec zajmował się naprawą samochodów, a matka była krawcową. Maria zaangażowana była w działalność Focolari. Bardzo lubiła śpiewać i grać na gitarze. W lipcu 1970 roku wybrała się razem z młodymi ludźmi z jej parafii na wycieczkę w pobliżu Wenecji. Podczas tego pobytu, zmarła w wieku 15 lat z powodu wyładowania elektrycznego susząc włosy uszkodzoną suszarką.
Jej proces beatyfikacyjny rozpoczął się 26 maja 1996, a już 21 grudnia 2000 proces kanoniczny został przeniesiony do Watykanu. 18 marca 2015 papież Franciszek promulgował dekret o heroiczności cnót Marii Orsoli Bussone, odtąd przysługuje jej tytuł Czcigodnej.